# Amadou Thiam (homme politique malien)
Pour les articles homonymes, voir Amadou Thiam et Thiam.
Amadou Thiam, né le 21 mars 1984 à Ségou est un homme politique malien, élu député puis second vice-président de l'Assemblée nationale du Mali en 2014. 
Il est Ministre des Réformes Institutionnelles et des Relations avec la Société Civile depuis avril 2019.

## Biographie
Fils de diplomate, Amadou Thiam grandit entre Ségou, Bamako et Accra où il passe son Baccalauréat à l'Achimota School of Ghana. Titulaire d'une Maîtrise en science de l'administration de l'University of Bussness School of Ghana, il rentre au Mali où il intègre le Programme Harmonisé d'Appui au renforcement de l’Éducation de l'USAID (USAID/PHARE), en tant que chargé de communication. En 2011, il est titulaire d'un DESS en Communication et en 2012 d'un MBA en finance de l'ESG Paris. 
Après le coup d’État de 2012, Amadou Thiam décide d'entrer en politique. Il est élu député de la commune V du district de Bamako aux législatives de 2013, avec le parti ADP-Maliba. Il est le plus jeune député de l'histoire du Mali en 2014 et sera également élu second vice-président de l'Assemblée Nationale de 2014 à 2016.
En 2016, le projet de modification de la Constitution malienne divise la classe politique et la société civile et occasionne la naissance de plateforme Antè Abana : Touche pas à ma Constitution un mouvement de la société civile. Amadou Thiam fait partie du Directoire du mouvement qui s'opposera farouchement à la modification de la constitution.  
À la suite d'une série de discordes avec le fondateur du parti ADP Maliba, Aliou Diallo, candidat à la présidentielle  2018, Amadou Thiam quitte le parti en 2018. Depuis avril 2019, il est ministre des Réformes Institutionnelles et des Relations avec la Société Civile dans le gouvernement de Boubou Cissé. 
En aout 2019, il annonce la création de son nouveau parti dénommé Forces Démocratiques pour la Prospérité au Mali (FDP-Malikoura).

## Vie privée
Amadou Thiam est marié et père de 4 enfants .

## Distinction
- 2018 : Chevalier de l'ordre national du Mali[réf. nécessaire]